# Farès Chidiac
Pour les articles homonymes, voir Chidiac.
Faris Chidyaq (Ahmad Farès al-Chidiac, Ahmad Farès Chidiac, Farès Chidiac) est un écrivain, linguiste, journaliste et traducteur libanais né en 1804 et mort en 1887. Maronite de naissance, il se convertit au protestantisme puis à l'islam et prit le nom d'Ahmad.
Il est considéré comme l'un des pères fondateurs de la littérature arabe moderne et une figure de la Nahda (Renaissance arabe).

## Biographie
Le mystère enveloppe la vie d'Ahmad Faris Chidyaq. Parmi les nombreuses références autobiographiques trouvées dans ses écrits, nous ne pouvons pas toujours faire la part de la réalité et de l'invention fictionnelle.

### Premières années
Ahmad Faris Chidyaq est né en 1804 à Achkout (arabe : عشقوت), un village du district de Kesrouan dans le Mont Liban. Son prénom de naissance était Faris. Son père était Youssef et sa mère, Marie, appartenait à la famille Massaad, d'Achkout.
Sa famille, Chidyaq, était une famille de notables, remontant au muqaddam maronite Raad Bin Khatir (arabe : رعد بن خاطر الحصروني) de Hasroun. Les membres de sa famille recevaient une bonne instruction et étaient employés comme secrétaires par les gouverneurs du mont Liban.
En 1805, la famille a été obligée de quitter Achkout après un conflit avec un gouverneur local qui coûta la vie à Butrus, le grand-père de Faris. La famille s'installa à Hadeth, dans la banlieue de Beyrouth au service d'un prince Chehabi.
Faris rejoignit ses frères, Tannous (1791–1861) et Assaad (1797–1830) et son cousin Boulos Massaad (1806–1890), à Ayn Warqa, l’une des écoles maronites les plus prestigieuses du XIXe siècle. De nouveau, un conflit opposant la famille Chidyaq au Prince Bachir Chehab II obligea Youssef, le père, à prendre refuge à Damas où il mourut en 1820. Faris quitta l'école et continua ses études aidé par ses frères Assaad et Tannous. Il rejoignit son frère Tannous, comme copiste au service du Prince Haydar Chehab, son frère Assaad étant le secrétaire du Cheik Ali Al-Emad de Kfarnabrakh, dans le District du Chouf.
Ce qui devait déterminer la carrière et la vie de Faris fut le destin tragique de son frère Assaad.

### Carrière
Autour de 1820, la rencontre d'Assaad Shidyaq avec Jonas King, un missionnaire du Conseil Américain de Commissionnaires pour les Missions Étrangères, devait le mener à se convertir au Protestantisme. Il fut excommunié automatiquement en vertu de l'édit promulgué par le Patriarche Maronite Youssef Hobeiche (1823–1845) contre toute relation avec les missionnaires évangéliques. Assaad fut emmuré  vivant sur ordre du patriarche dans une des grottes de la vallée de la Qadisha, à peine nourri et perdant peu à peu ses esprits. Il survivra sept années et mourra en 1830. Assaad est reconnu à ce jour par l'église protestante comme le premier martyr protestant au Moyen-Orient (Book of Martyrs - Amos Blanchard - Cincinnati -1831). À ce jour, le lieu où sa dépouille a été enterrée n'a jamais été dévoilé par l'église maronite.
Tourmenté par la tragédie d'Assaad, Faris partit en Égypte dès 1825. La mort de son frère influencera en permanence ses choix et sa carrière. Il n'a jamais pardonné à son frère Tannous et son cousin Boulos Massaad (qui est devenu plus tard Patriarche Maronite (1854–1890)) leur rôle dans les événements tragiques qui ont causé la mort d'Assaad.
En 1826, il se maria avec Marie As-Souly, fille d'une riche famille égyptienne chrétienne, originaire de Syrie. Ils ont eu deux fils : Faris (1826–1906) et Fayiz (1828–1856).
À partir de 1825 à 1848, Faris vivait entre Le Caire et l'île de Malte. Il travaillait comme rédacteur en chef d'un journal égyptien, Al Waqa'eh Al Masriah et à Malte, comme directeur de l’imprimerie des missionnaires américains. Il a aussi étudié Fiqh à l'Université al-Azhar au Caire. On pense que c'était pendant cette période de solitude et d'étude que Faris se convertit au Protestantisme. "Pour des raisons financières, Chidyâq est contraint de quitter le Caire et
retourne s’installer à Malte pendant quatorze ans, comme correcteur et traducteur en arabe auprès des missionnaires [protestants]. En parallèle, il enseigne l’arabe à
Saint-Julien, une faculté protestante. Durant sa résidence à Malte, Chidyâq a côtoyé nombre d'orientalistes. Il donne des leçons d’arabe à Fulgence Fresnel et collabore avec l’anglais George Percy Badger à l’écriture d’un manuel d’exercices en grammaire arabe et anglaise publié en 1840". En 1848 il a été invité à Cambridge par l'Orientaliste Samuel Lee (1783–1852) pour participer à la traduction de la Bible en arabe.
Cette traduction arabe de la Bible a été publiée en 1857, après la mort de Samuel Lee. Elle est toujours considérée l’une des meilleures traductions arabes de la Bible.
Faris resta en Angleterre plusieurs années. Il s’installa d'abord à Purley et déménagea ensuite à Cambridge. À la fin de son séjour anglais, il partit à Oxford où il est devenu citoyen britannique et essaya en vain d’obtenir un poste d'enseignement. Déçu par l'Angleterre et ses universitaires, il partit pour Paris en 1850.
Faris resta à Paris jusqu'en 1855. C'était l’une de ses périodes les plus prolifiques en termes de réflexion, d'écriture, mais aussi de vie sociale intense. Lié d'amitié avec Victor Hugo, c'est à Paris qu'il a écrit et publié ses œuvres les plus importantes. C'est aussi à Paris qu'il connut le Socialisme et où il est devenu Socialiste.
Il y apprit le français "alors qu'il connaissait déjà l'hébreu le syriaque, le turc et l'anglais". Il en écrivit la grammaire à l'usage des arabophones, avec la collaboration de "Gustave Dugat, arabisant diplômé des Langues Orientales [...] et qui avait pu faire ses preuves en 1850 en publiant une traduction française de chants populaires arabes (mawwal)".
En admirateur de Shakespeare, Faris a soutenu qu'Othello suggère une connaissance détaillée de la culture arabe. Faris a même suggéré que Shakespeare peut avoir eu des origines arabes, son nom original étant "Shaykh Zubayr". Cette théorie a été plus tard développée en tout sérieux par Safa Khulusi.
Sa femme est morte en 1857. Il se remaria avec une Anglaise. Le couple partit en Tunisie, sur invitation du Bey de Tunis. À l'instigation de Kheireddine Tounsi Pacha, Faris créa le Journal Officiel (Al Ra'ed - 20 juillet 1860) dont il assura le poste de rédacteur en chef. Il fut nommé également superviseur du Conseil de L'Éducation. C’est pendant son séjour en Tunisie qu'il se convertit à l'Islam en 1860 et prit le nom d’Ahmad. Il quitta bientôt Tunis pour Constantinople, étant invité par le Sultan Ottoman Abdülmecid Ier.
Ahmad Faris a passé la dernière partie de sa vie à Constantinople où, en plus de sa position comme traducteur officiel, il a amplifié ses talents de journaliste fondant en 1861 un journal arabe Al Jawa'eb, soutenu financièrement par les autorités ottomanes, aussi bien qu'égyptiennes et tunisiennes. Il l’a modelé sur les journaux Occidentaux modernes et continua à apparaître jusqu'à 1884. Ahmad Faris était un défenseur de l'héritage de la langue et de la culture arabes contre les essais de Turkization des réformateurs turcs du XIXe siècle. Le journal littéraire qu'il a créé, Al Jawa'eb (1861-1884), "était lu aussi bien à Beyrouth qu'à Damas, à Baghdad, au Caire ou au Maghreb" ; le fils de Farès Chidiaq, Selim Faris (1826-1906), a dirigé cette revue en collaboration avec lui, avant de fonder à son tour un autre journal à Londres en 1894, Hurriyet.
Ahmad Faris est considéré comme l’un des pères fondateurs de la littérature et du journalisme arabes modernes. "Pourvu d’une culture arabe traditionnelle, il se forge une place de précurseur dans plusieurs genres littéraires (fondateur de revue, lexicographe, traducteur, poète novateur, polémiste…), et surtout, il invente un nouveau type de narration".

### Mort
Ahmad Chidyaq est mort le 20 septembre 1887 à Kadıköy en Turquie et fut enterré au Liban le 5 octobre 1887. Beaucoup de ses travaux restent non publiés et quelques manuscrits sont sans doute perdus.

## Œuvre

### La Jambe sur la jambe, autobiographie ou roman?
Publié en 1855, « le livre retrace le parcours d’al-Faryaq, nom dont les premières lettres (far) reprennent la première syllabe de Farès (le prénom de l’auteur avant qu’il n’embrasse la religion musulmane), et les dernières (yaq) constituent la syllabe finale de la famille de l’écrivain (Chidyaq) [...] Le « ton » de cet écrivain ne cesse d’étonner le lecteur contemporain : tour à tour sérieux, sobre, pointilleux, académique, antireligieux, humoriste, moqueur, insolite, inattendu, se donnant des airs de marginal, lui qui n’a hésité à franchir ni les frontières, ni les genres, ni les cultures : n’a-t-il pas épousé une Anglaise en secondes noces ? »
« L'auteur est camouflé dans une sorte de pícaro passionné par les femmes et par la poésie arabe ». La question se pose de savoir si La Jambe sur la jambe relève du récit autobiographique ou du roman picaresque dans le sillage de Laurence Sterne (1713-1768, auteur de Tristram Shandy), ou encore du récit de voyage. M. E. Pancoli souligne la présence de passages purement autobiographiques dans le livre, et notamment celui où l'auteur « accuse directement l'Église maronite d'avoir torturé, emprisonné et fait mourir quatre années après l'emprisonnement son frère Assaad al-Shidyaq, maître de grammaire arabe à l'école missionnaire protestante de Beyrouth, à cause de sa conversion au protestantisme »". Boutros Hallaq voit dans La Jambe sur la jambe un roman de formation, dans le sillage du roman de Goethe, Les Années d'apprentissage de Wilhelm Meister (1795).
« La Jambe sur la  Jambe est un récit autobiographique et une relation de voyage dont l’essentiel porte sur un séjour en Grande-Bretagne. La description qui y est faite de la civilisation industrielle, des villes européennes et de la misère des paysans est extrêmement précise et critique. Elle s’accompagne d’une réflexion en profondeur sur les causes de cette misère et conduit Chidyaq à théoriser (à sa manière, toujours légère et joueuse) une forme de socialisme. »
Les historiens de la littérature arabe soulignent le caractère novateur de l'ouvrage de Chidyaq : on peut « affirmer que les véritables débuts de la prose arabe de fiction remontent au milieu du XIXe siècle et qu’ils sont dus à la plume véritablement géniale d’un « cosmopolite déraciné » avant l’heure, le « Libanais » Faris Chidyaq (Fâris al-Shidyâq), ce déplacé qui devait publier son ouvrage inconvenant (il demeure largement occulté voire interdit dans nombre de pays arabes), La Jambe sur la jambe (Al-sâq ‘alâ al-sâq), à Paris, en 1855 »".

#### Extrait
« Revenons à notre héros. Dès qu’il eut décidé de quitter l’île pour gagner le pays des Anglais, chacun y alla de sa petite remarque : « Tu vas vers un pays où jamais n’apparaît le soleil », disait l’un ; l’autre ajoutait : « Tu fouleras une terre où ne poussent ni blé ni légumes ; à toi la viande et les pommes de terre matin et soir ! [...] Mais quand il arriva en Angleterre, il trouva que le soleil était le soleil, l’air l’air, l’eau l’eau, les hommes et les femmes les hommes et les femmes, que les maisons contenaient des gens, que les villes étaient prospères, la terre labourée, abondante en récoltes, couverte de prairies. [...] Heureusement qu’il n’avait pas écouté ses informateurs ! Voyageur, si tu crains de devoir renoncer à ton narguilé ou à ton massage de pied avant de dormir, sache que ce pays de cocagne te montrera de quoi oublier le paradis où tu vis d’ordinaire. [...] Comment peux-tu accepter de ne pas te rendre dans la patrie d’une langue étrangère, dans le foyer d’une pensée différente de la tienne ? Le béret de l’étranger abrite peut-être des pensées et des réflexions qui n’ont jamais effleuré le dessous de ton nez : il se peut qu’elles te fassent méditer, qu’elles suscitent en toi l’envie de connaître le cerveau qui les abrite. »

### Traductions
- Traduction de la Bible hébraïque et du Nouveau Testament.
- Traduction de The Book of Common Prayer, 1848[12].

### Grammaires
- Une grammaire de l'arabe parlé à l'usage des anglophones : A practical grammar of the Arabic language: with interlineal reading lessons, dialogues and vocabulary, Shidyāq, A. F., & Williams, H. G., London: Bernard Quaritch, 1856.
- Grammaire française à l'usage des Arabes de l'Algérie, de Tunis, du Maroc, de l'Égypte et de la Syrie, par Gustave Dugat,... et le cheikh Fârès Echchidiâk, Paris, 1854.
- Une grammaire scolaire de l'arabe publiée à Malte en 1848.
- Une grammaire anglaise rédigée en arabe, publiée à Malte en 1836[13].

### Lexicographie
- Thesaurus d'étymologie arabe, 1867.
- Critique de dictionnaires et d'ouvrages lexicographiques, ceux de Mohammad ibn Yaqoub al-Fîrûzâbâdî (Fairuzabadi), écrivain persan (1329-1415) et de Ibrahim al-Yazigi (1847-1906), auteur libanais[12].

### Récits de voyages
- Voyage à l'île de Malte.
- Sur ses voyages en Europe, à la demande du Bey de Tunis, il publie Kashf al-mukhabba' 'an funun Urubba[12].

### Journalisme
- Rédacteur en chef d'un journal égyptien, Al Waqa'eh Al Masriah.
- Fondation du journal Al-Jawa'eb.

### Pensée
Depuis 2001, une redécouverte d’Ahmad Faris Shidyaq semble survenir. Plusieurs livres ont été dédiés à sa vie, sa pensée et ses travaux non publiés.
Son œuvre a été dédiée à :
- la modernisation de la langue arabe,
- la promotion de la culture arabe en opposition avec le mouvement de turkization de l'Empire d'Ottomane du XIXe siècle,
- et la modernisation des sociétés arabes.